# DI Близнецов
DI Близнецов (лат. DI Geminorum, HD 261925) — одиночная переменная звезда в созвездии Близнецов на расстоянии приблизительно 3 078 световых лет (около 944 парсек) от Солнца. Видимая звёздная величина звезды — от +12m до +10,8m.
Открыта Куно Хофмейстером в 1934 году.

## Характеристики
DI Близнецов — красная пульсирующая полуправильная переменная звезда типа SRB (SRB) спектрального класса M5, или M4. Эффективная температура — около 3295 К.